# Thaumatolpium silvestrii
Espèce
Synonymes
- Ideoroncus silvestrii Beier, 1930

Thaumatolpium silvestrii est une espèce de pseudoscorpions de la famille des Garypinidae.

## Distribution
Cette espèce est endémique du Chili. Elle se rencontre dans les régions de Valparaíso et de Coquimbo.

## Description
Thaumatolpium silvestrii mesure de 2,3 à 2,4 mm.

## Étymologie
Cette espèce est nommée en l'honneur de Filippo Silvestri.

## Publication originale
- Beier, 1930 : Alcuni Pseudoscorpioni esotici raccolti dal Prof. F. Silvestri. Bollettino del Laboratorio di Zoologia Generale e Agraria del R. Istituto Superiore Agrario in Portici, vol. 23, p. 197-209.